# Phasmophobia
Phasmophobia är ett utforskande skräckspel utvecklat och publicerat av den brittiska indiespelsstudion Kinetic Games. Spelet blev tillgängligt i 'Early Access' via Steam för Microsoft Windows med stöd för VR i september 2020. Spelet fick ett stort tillflöde av popularitet på grund av att många kända Twitch-streamers och YouTubers spelade det, främst under Halloween-säsongen. Den 15 oktober 2020 var spelet det sjätte mest populära spelet på Twitch. Det var det bäst säljande spelet på Steam globalt under flera veckor från oktober till november 2020.

## Spel
Phasmophobia är ett skräckundersökningsöverlevnadsspel som spelas ur ett förstapersonsperspektiv. Spelaren arbetar ensam eller i en grupp på upp till fyra spelare för att slutföra ett kontrakt där de måste identifiera vilken typ av spöke som spökar på en angiven plats. Spelare kan kommunicera genom röstchatt, både lokalt inom kort avstånd och globalt via walkie-talkies. Phasmophobia har taligenkänning som gör att vissa delar av utrustningen och till och med spöket kan höra spelare tala och förstå nyckelord. Att slutföra mål, samla bevis och slutföra så mycket som möjligt leder till att man kan gå upp i nivå, låsa upp kartor och svårigheter och tjäna pengar.
Spelare skapar eller går med i en lobby där förberedelserna för kontrakten görs. Phasmophobia ger spelare möjlighet att anpassa sitt utseende genom att välja mellan åtta olika paranormala utredare för att skilja mellan gruppmedlemmar. På en whiteboardtavla i lobbyn väljs en kontraktsplats och svårighetsgrad (Amateur, Intermediate, Professional, Nightmare eller Insanity). All utrustning köps på denna tavla och väljs för att lastas i skåpbilen från vilken gruppen kommer att arbeta när de anländer till platsen.
I augusti 2021 innehöll en uppdatering en liten typ av karta: Willow Street-huset. En uppdatering från oktober 2021 innehöll en medelstor karta med namnet Maple Lodge Campsite, den första kartan i spelet som i första hand spelas utomhus.
Från och med september 2022 finns det tolv platser i olika storlekar: liten, mellanstor och stor. De små kartorna inkluderar fyra hus i förortsstil, två bondgårdar och en campingplats. Man kan också välja att spela en liten avskild bit av mentalsjukhuset. De mellanstora kartorna är en gymnasieskola och fängelse och den stora kartan är ett mentalsjukhus, Sunny Meadows Mental Institution.
Phasmophobia innehåller tjugoen olika spöken, som var och en beter sig olika och ger unika ledtrådar. Spöktyperna är Spirit, Wraith, Phantom, Poltergeist, Banshee, Jinn, Mare, Revenant, Thaye, Moroi, Shade, Demon, Yurei, Oni, Yokai, Hantu, Myling, Deogen, Goryo, Onryo, Obake, Raiju och The Twins. I en uppdatering i december 2021 introducerades The Mimic som imiterar andra spöktyper. Spelaren tilldelas slumpmässigt en av dessa spöktyper för att lokalisera och identifiera. När spelare försöker slutföra kontraktet kommer ens 'sanity' att tömmas med vissa händelser och omständigheter som påverkar takten med vilken det gör det. När ens 'sanity' är tillräckligt lågt kommer ett spöke att börja jaga och försöka döda spelarna. Under jaktfasen är alla dörrar som leder utomhus låsta så spelarna måste springa och/eller gömma sig från spöket till jakten avslutas.
Spelare börjar i skåpbilen där de kommer att hitta utrustningen de har valt och en annan whiteboardtavla, måltavlan, som listar de mål de behöver slutföra samt namnet på spöket. Den rymmer också övervakningsdatorn, en monitor som mäter 'sanity', karta över den aktuella platsen, ljudsensorskärmen och en skärm som visar spökaktivitet i huset. Denna uppsättning utrustning är permanent placerad inuti skåpbilen och används för att spåra spelarna och spökets aktivitet. På högre svårighetsgrader är dock skärmarna förstörda och oläsbara. Spelare som överlever och har uppnått sina mål (eller de som vill ge upp) måste återvända till skåpbilen för att lämna. Spelare kommer också att ha en journal där information om spökena, bevis och foton finns. Bevis och spökidentifiering måste markeras i journalen för att få kredit.
Grundutrustningen inkluderar en Spirit-box, Ghost Writing-bok, fotokamera, EMF-läsare, videokamera, Dots-projektor, UV-ficklampa och ficklampa. Dessa verktyg kan användas som ett sätt för kommunikation, utredning, skydd och insamling av ledtrådar. Ytterligare utrustningstyper kan köpas och kan behövas för att slutföra de valfria målen. Varje föremål har även tre olika nivåer, och spelaren låser upp nya nivåer på föremålen i takt med att den kommer till högre nivåer.
Ytterligare utrustningstyper inkluderar en ouija-bräda, som kan användas för att prata med spöket. Om spelaren slutar använda brädet utan att säga hejdå, går brädet dock sönder och en jakt startas. En så kallad hemsökt spegel har också chans att spawna på platsen. Om man använder den får man se hur rummet spöket gillar att vara i /är i. Då kan man lätt hitta olika bevis. Att använda en hemsökt spegel sänker dock ens sanity rejält. Det kan också starta en jakt, om spegeln går sönder. En speldosa har också chans att spawna på platsen. Den kan användas för att spela en melodi, som spöket sjunger med i. Då kan spelaren följa rösten, och platsen där spöket är. Om spelaren kommer för nära spöket, startas dock en jakt. Några spelkort kan också spawna på platsen. De ger olika effekter, beroende på vilket kort man får, vilket man inte kan veta innan man tagit upp det. Det finns 10 olika sorters spelkort. En "summoning circle" kan också finnas på platsen. Det är en cirkel med röda ljus. Om man tänder alla ljusen blir spöket synligt, så att man kan ta en bild på det och tjäna extra pengar. En jakt startas dock. Uppdateringen som kom i februari 2023 lade till en "monkey paw", som kan bevilja 6 olika önskningar, bland annat att återuppliva en död medspelare. Chansen finns dock att en jakt startas.
Spelare måste använda de olika utrustningarna för att identifiera de tre bevisen som är unika för den typ av spöke de har att göra med, och ofta för att slutföra valfria mål. Från och med augusti 2021 finns det sju möjliga bevis: DOTS-projektor, EMF Level 5, Ultraviolett, Freezing Temperatures, Ghost orb, Ghost Writing och Spirit box.
Ytterligare fotobevis kan tas med en fotokamera för att tjäna extra pengar och ger poäng enligt kategorin och avståndet från vilket fotot togs (vilket betecknas med ett stjärnbetyg). Ett foto av spöket ger mest pengar, men andra föremål som räknas som bildbevis inkluderar: ben, Dots-Projector (medan spöket går i den), döda kroppar (av lagkamrater), fingeravtryck, haunted mirror, speldosan, spelkorten, ouija-bräda, fotspår (som man kan hitta i salt), interaktioner, Ghost Writing-bok (efter att ha skrivits i), smutsigt vatten och andra hemsökta ägodelar.

## Utveckling och release

### Release
Spelet sågs första gången den 6 mars 2020, när dess Steam-sida blev live. En trailer släpptes sedan tre månader senare, som avslöjade VR-stöd och ett releasedatum för early access. Den 18 september 2020 släpptes spelet i early access för 120 kr. Efter releasen fick spelet två stora uppdateringar angående buggfixar under den följande veckan. Under spelutvecklingens gång efter releasen var ett av huvudmålen för uppdateringarna att förbättra spökens AI, vilket gör dem smartare och mindre förutsägbara, och följaktligen svårare för spelare att hantera. Kinetic Games planerar att släppa konsolversioner när spelet har mer innehåll.

### Popularitet
Även om det först släpptes i mitten av september, började spelet ta fart i början av oktober när det spelades av många Twitch-streamers och Youtubers som xQc, Jacksepticeye, Sodapoppin och Markiplier. Detta berodde troligen på att spelet blev early access i början av Halloween-säsongen, samt att det liknade dess inspiration P.T. Det kan också bero på starten av den andra vågen av covid-19-pandemin som fick många människor att stanna hemma. I fas med att spelarantalet växte, blev hackare ett stort problem under de senare veckorna av spelets release, mestadels försökte hackarna att skrämma spelare eller skapa en oändlig mängd föremål. Ett av de mer oroväckande exemplen på hacking var stream-snipers, som ändrade sina spelkaraktärer till mer olämpliga karaktärer, vilket sannolikt gjorde att dessa streamare fick varningar och bans för olämpligt innehåll. Utvecklarna började sedan arbeta med uppdateringar för att lösa problemet.
På Twitch växte spelet exponentiellt och blev ett av de 5 mest sedda spelen i mitten av oktober, och gick om spel som Among Us, Fortnite Battle Royale, FIFA 21 och Genshin Impact. Enligt GitHyp nådde spelet en topp på över 86 000 aktiva spelare runt den 10 oktober. Spelet blev en Steam-toppsäljare och i slutet av den 18 oktober 2020 var det det mest sålda spelet den veckan, och slog till och med ut Fall Guys och förbeställningar för Cyberpunk 2077. Spelet var det mest sålda spelet på Steam två veckor i rad.

## Mottagning
Phasmophobia har fått positiva recensioner från kritiker. Rich Stanton från PC Gamer kallade det "det bästa spökspelet som någonsin gjorts", samt sa att det var "olikt något annat jag har spelat", och att det "kommer på skit som gör dig vit av rädsla". Cass Marshall gav också en positiv recension och beskrev det som "en trevlig, mysig sorts skräck" och att "när [det] väl börjar rulla är det briljant", samtidigt som han fann att spelet hade många buggar. Spelet har jämförts med många andra skräckspel av liknande karaktär, som Friday the 13th: The Game och Dead by Daylight.